# Dendronephthya rosamondae
Dendronephthya rosamondae is een zachte koraalsoort uit de familie Nephtheidae. De koraalsoort komt uit het geslacht Dendronephthya. Dendronephthya rosamondae werd in 1938 voor het eerst wetenschappelijk beschreven door Boone. 